# Estação Espacial Comercial Bigelow

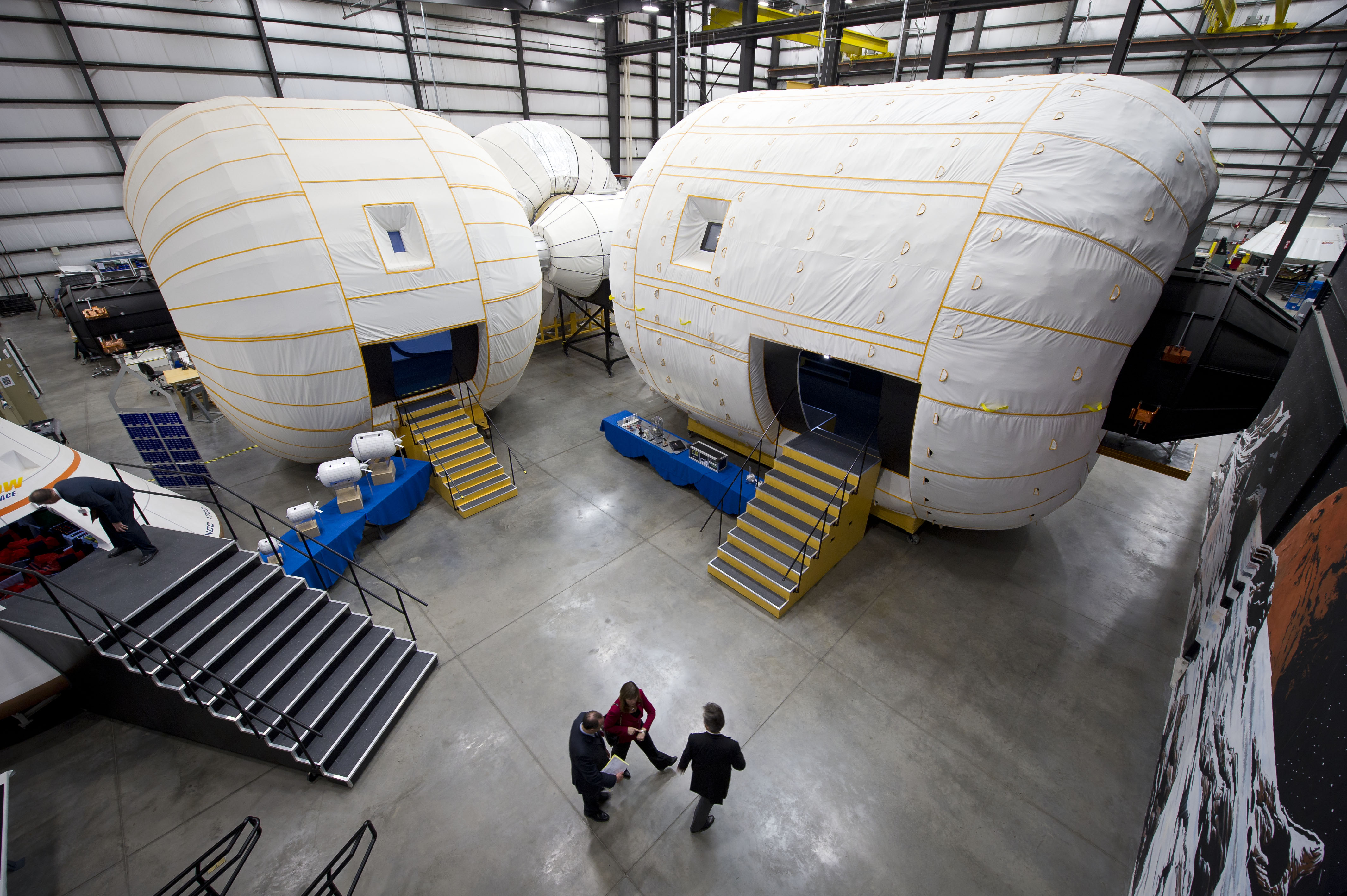
Bigelow Aerospace facilities

A Estação Espacial Comercial de Próxima Geração Bigelow ( em inglês Bigelow Next-Generation Commercial Space Station) foi uma estação espacial orbital privada em desenvolvimento conceitual pela Bigelow Aerospace nas décadas de 2000 e 2010. Conceitos anteriores da estação espacial incluíam vários módulos, como dois módulos infláveis BA 330, bem como um ponto de acoplamento central, propulsão, painéis solares e cápsulas de tripulação acopladas. No entanto, também foi sugerido que cada B330 poderia operar como uma estação espacial independente. Acoplar um B330 à Estação Espacial Internacional ou voar um B330 sozinho foi sugerido por Robert Bigelow.
Em 8 de abril de 2016, a NASA lançou um módulo inflável Bigelow e o acoplou à Estação Espacial Internacional, onde foi testado por mais de quatro anos.

## Fases de construção
- Iniciando o Sundancer (ou BA 330)
- Acoplando a nave espacial comercial levando os astronautas para instalar os equipamentos.
- Criar a conexão do módulo de potência.
- Voo da segunda nave espacial comercial com os sistemas de hardware e software adicionais do retorno da tripulação a Terra.
- Lançamento e acoplagem do maior módulo BA 330.
- Terceiro voo da nave com a tripulação e equipamentos.